# Lewis Arquette
Lewis Michael Arquette (Chicago, 14 dicembre 1935 – Los Angeles, 10 febbraio 2001) è stato un attore statunitense.

## Biografia
Figlio dell'attore Cliff Arquette, cresce in un ambiente legato allo spettacolo, debuttando nel 1960 in televisione. È padre degli attori Rosanna, Patricia, Alexis, Richmond e David.

## Filmografia parziale
- Sindrome cinese (The China Syndrome), regia di James Bridges (1979)
- Soltanto tra amici (Just Beetween Friends), regia di Allan Burns (1986)
- Tutta colpa delle poste! (The Check is in the Mail...), regia di Joan Darling (1986)
- Offresi amore teneramente (Nobody's Fool), regia di Evelyn Purcell (1986)
- Affari d'oro (Big Business), regia di Jim Abrahams (1988)
- Non è stata una vacanza... è stata una guerra! (The Great Outdoors), regia di Howard Deutch (1988)
- La casa 7 (The Horror Show), regia di James Isaac (1989)
- Tango & Cash, regia di Andrey Konchalovskiy (1989)
- I ragazzi degli anni '50 (Book of Love), regia di Robert Shaye (1990)
- Il tuo amico nel mio letto (Sleep with Me), regia di Rory Kelly (1994)
- Scream 2, regia di Wes Craven (1997)
- Little Nicky - Un diavolo a Manhattan (Little Nicky), regia di Steven Brill (2000)